# Суспільне Полтава
«Суспільне Полтава» (Філія АТ «НСТУ» «Полтавська регіональна дирекція») — українська регіональна суспільна телерадіокомпанія, філія Національної суспільної телерадіокомпанії України, до якої входять однойменний телеканал, радіоканал «Українське радіо Полтава» та діджитал-платформи, які мовлять на території Полтавської області.

## Історія
Датою, від якої веде свій відлік «Суспільне Полтава», вважається 27 грудня 1937 року, коли почала свою роботу редакція Полтавського обласного радіо, яка виходила в ефір із місцевими новинами по дротовій мережі мовлення.
Днем народження телеканалу вважається 1 липня 1977 року — день відкриття телевізійного кореспондентського пункту Полтавського облтелерадіокомітету, який готував матеріали місцевої тематики для Українського телебачення.
Роботу на власному телевізійному каналі ОДТРК розпочала в 1991 році.
З 2017 року телерадіокомпанія є філією українського Суспільного мовлення — Національної суспільної телерадіокомпанії України.
24 січня 2019 року телерадіокомпанія «Лтава» змінила назву на «UA: Полтава». 11 лютого 2019 року телеканал філії отримав однойменну назву.
23 травня 2022 року в зв'язку з оновленням дизайн-системи брендів НСТУ телерадіокомпанія змінила назву на «Суспільне Полтава».
З 20 листопада по 18 грудня 2022 року телеканал філії транслював Чемпіонат світу з футболу 2022.

## Телебачення
«Суспільне Полтава» — український регіональний суспільний телеканал, який мовить на території Полтавської області.

### Наповнення етеру
Етерне наповнення мовника — інформаційні, соціально-публіцистичні та культурно-мистецькі програми виробництва творчих об'єднань НСТУ та «Суспільне Полтава».
В основу програмної концепції телеканалу покладені задоволення інформаційних інтересів телеглядачів у суспільно-політичній, економічній, соціальній, культурно-мистецькій сферах; пропаганда і підтримка національних культурних цінностей, духовних надбань українського народу. В основі програм інформаційного, суспільно-політичного, культурологічного, соціального і дитячого мовлення — місцева проблематика: новини, факти, події, тенденції, особистості регіону. Важливе місце займають програми державницького спрямування, інформування населення про діяльність органів виконавчої влади та місцевого самоврядування. Телеканал орієнтований на роботу в прямому ефірі, з можливістю зворотного зв'язку з телеглядачами, на власне виробництво, створення циклів просвітницьких, пізнавальних телепрограм.

#### Програми
- «Суспільне. Студія»
- «Суспільне Новини»
- «Суспільне Спорт»
- «Тиждень. Полтава»

#### Архівні програми
- «Суспільне. Спротив»
- «Полтава Сьогодні»
- «Суспільне Новини. Полтава»
- «Ранок на Суспільному»
- «Виборчий округ»
- «#Звіти_наживо»

### Мовлення
Передача цифрового мовлення телеканалу відбувається в мультиплексі MX-5 (DVB-T2) у форматі 1080i 16:9 (HDTV). Трансляція мовника також доступна на сайті «Суспільне Полтава» в розділі «Онлайн».

## Радіо
У Полтавській області НСТУ мовить на радіоканалі «Українське радіо Полтава».
2 листопада 1995 року вперше вийшла в ефір радіостанція Полтавської ОДТРК «Ваша хвиля» — перша ефірна радіостанція на Полтавщині і друга державна в Україні інформаційно-музичного спрямування. Приміщення радіомовлення розташовувалося на перехресті сучасних вулиць Гоголя та Небесної сотні. 
Радіожурналісти готують і видають в ефір близько 40-а програм на тиждень, що становить 95 % ефірного часу. В інформаційних програмах «Ваша хвиля» оперативно інформує радіослухачів області про найважливіші суспільно-політичні події в Україні та за її межами, в області. Передає офіційні повідомлення, репортажі, інформації, виступи та інтерв'ю на економічні, соціальні, культурні та інші події. Художні програми пропагують найкращі надбання митців світу, України, Полтавщини, колективів художньої самодіяльності, знайомлять з новими творами сучасних композиторів, художників, ансамблів.

### Наповнення етеру

#### Програми
- «Будні»
- «Ваш день»

### Мовлення
- Гадяч — 103,1 МГц
- Гребінка — 101,4 МГц
- Зіньків — 102,5 МГц
- Іскрівка — 101,0 МГц
- Карлівка — 106,2 МГц
- Красногорівка — 106,3 МГц
- Кременчук — 100,9 МГц
- Лелюхівка — 107,4 МГц
- Лохвиця — 105,5 МГц
- Лубни — 100,1 МГц
- Миргород — 106,3 МГц
- Переліски — 102,5 МГц
- Полтава — 101,8 МГц

## Діджитал
У діджиталі телерадіокомпанія «Суспільне Полтава» представлена вебсайтом та сторінками у Facebook, Instagram, YouTube та Telegram. Крім того, на сайті «Суспільне Новини» є розділ про новини Полтавщини.
Станом на лютий 2023 року сумарна авдиторія «Суспільне Полтава» в соцмережах налічує понад 250 тисяч підписників.

## Логотипи
Телерадіокомпанія змінила 2 логотипи. Нинішній — 3-й за рахунком.
| Логотип | Опис                                           |
| ------- | ---------------------------------------------- |
|         | Логотип з 2000 року до 23 січня 2019 року      |
|         | Логотип з 24 січня 2019 до 22 травня 2022 року |
|         | Логотип з 23 травня 2022 року дотепер          |

### Хронологія назв
| Дата      | Назва               |
| --------- | ------------------- |
| 2000—2019 | «Лтава»             |
| 2019—2022 | «UA: Полтава»       |
| з 2022    | «Суспільне Полтава» |

## Співпраця
Філія активно співпрацює з медіа «Суспільне Культура», BBC, «Німецька хвиля», «УТР» (до 2015 року) тощо. Плідна співпраця дає можливість на регіональному каналі передавати найсвіжіші новини з усієї України і світу.

## Нагороди
Журналісти «Суспільне Полтава» неодноразово отримували високі оцінки на професійних конкурсах та фестивалях. Протягом останніх років творчий колектив «Лтави» отримав понад 30 почесних відзнак за перемоги на всеукраїнських і міжнародних конкурсах телерадіопрограм «Калинові острови», «Україна єдина», «Молоде телебачення», «Мій рідний край», «Кришталеві джерела», «Золоте курча», «Перемогли разом», «Професіонал ефіру України» та інших.
«Суспільне Полтава» здобула титул «Найкраща регіональна телерадіокомпанія року» на Міжнародному фестивалі журналістики «Віра. Надія. Любов»[джерело?].